# Gustaf Nordlander
Gustaf Artur Nordlander, född 24 oktober 1893 i Gävle, död 24 maj 1975 i Mariefred, var en svensk teckningslärare och målare.
Han var son till teckningsläraren Arthur Nordlander och Ester Katarina Bång samt från 1919 gift med gymnastikdirektören Hildur Lovisa Ahlberg och far till Pär Nordlander. Han utbildade sig vid Tekniska skolan i Stockholm med en avslutande examen som teckningslärare 1919, varefter följde studieresor till bland annat Nederländerna, Belgien och Frankrike. Han arbetade under flera år som teckningslärare vid Nya elementarläroverket i Stockholm men övergick 1947 till en tjänst som facklärare i målning och linearritning vid Konstfackskolan. Som skapande konstnär debuterade han offentligt när han var i 55-årsåldern med en separatutställning på Welamsons konstgalleri i Stockholm där han även visade upp arbeten utförda under studieåren och arbeten utförda på sin fritid för att man skulle kunna se en tillbakablick i hans konst. Han motivval var brett och målningarna utfördes i olja eller akvarell. Som pedagog skrev han läroböcker i perspektivlära 1942 och i linearritning 1949. Senare kom han att skriva några läroböcker i teckning tillsammans med sin son.